# Mehrwertsteuer (Schweiz)
Die Mehrwertsteuer (abgekürzt MWST; französisch taxe sur la valeur ajoutée TVA; italienisch imposta sul valore aggiunto IVA; rätoromanisch taglia sin la plivalur TPV) ist eine indirekte Steuer, die der Bund auf der Grundlage Art. 130 Bundesverfassung erhebt. Sie löste ab dem 1. Januar 1995 die bis dahin erhobene Warenumsatzsteuer (WUSt) ab. Die Mehrwertsteuer ist als Allphasensteuer mit Vorsteuerabzug ausgestaltet.
Ab 1. Januar 2024 und voraussichtlich bis Ende 2029 gelten die Sätze 8,1 % Normalsatz, 2,6 % reduzierter Satz und 3,8 % Sondersatz für Beherbergungsdienstleistungen.
Mit Ausnahme der Versandhandelsregelung (Art. 7 Abs. 3 Bst. b MWSTG) sind das teilrevidierte Mehrwertsteuergesetz (MWSTG) und die teilrevidierte Mehrwertsteuerverordnung am 1. Januar 2018 in Kraft getreten.

## Steuersystematik allgemein
Die Mehrwertsteuer ist als Allphasensteuer mit Vorsteuerabzug ausgestaltet. Erbringt ein Steuerpflichtiger eine Leistung an einen anderen Steuerpflichtigen, hat Ersterer die Umsatzsteuer auf die Leistung zu entrichten, der Empfänger kann die bezahlte Steuer als Vorsteuer von der Eidgenössischen Steuerverwaltung (ESTV) zurückverlangen, muss aber seine Leistungen an seinen Kunden ebenfalls versteuern. Damit wird sichergestellt, dass systematisch nur der Mehrwert in einer Wertschöpfungskette steuerlich erfasst wird.
Besteuert werden soll der inländische Konsum. Daher werden Leistungen innerhalb der Schweiz durch die Steuerpflichtigen versteuert. Lieferungen aus dem Ausland werden zwar ohne schweizerische Mehrwertsteuer fakturiert, doch werden am Zoll die Einfuhrsteuer sowie allfällige Zölle und Zuschläge erhoben. Die Einfuhrsteuer kann durch Steuerpflichtige analog zu innerstaatlichen Vorsteuern zurückgefordert werden. Leistungen ins Ausland sollen ebenfalls nicht besteuert werden. Dies erfolgt durch eine Freistellung bei Lieferungen oder dadurch, dass der Leistungsort im Ausland liegt.
Es wird dabei im Gesetz die Inlandsteuer auf Leistungen inländischer Unternehmer, die Bezugsteuer auf Leistungen ausländischer Unternehmer an Inländer und die Einfuhrsteuer für den Import von Gegenständen ins Inland unterschieden.

## Die Inlandsteuer

### Steuerbare Umsätze
Der Inlandsteuer unterliegen alle durch steuerpflichtige Personen getätigte Leistungen, sofern diese nicht ausdrücklich von der Steuer ausgenommen sind:
- im Inland gegen Entgelt erbrachte Lieferungen von Gegenständen;
- im Inland gegen Entgelt erbrachte Dienstleistungen.

Art. 21 MWSTG nennt die von der Steuer ausgenommenen Leistungen, "... insbesondere Leistungen aus den Bereichen Gesundheit, Bildung, Kultur und Vermietung/Verkauf von Immobilien ...". Ausgenommen sind auch Versicherungsleistungen, wobei Personenversicherungen wie z. B. die Krankenversicherung auch von der Abgabe auf Versicherungsprämien befreit sind. Per 1. Januar 2025 wurden die durch Reisebüros weiterverkauften Reiseleistungen und die damit zusammenhängenden Dienstleistungen der Reisebüros von der Steuer ausgenommen.

### Steuerpflichtige Personen
Steuerpflichtig können sowohl juristische als auch natürliche Personen oder Personenzusammenschlüsse sein, wenn sie ein Unternehmen betreiben und nicht von der Steuer befreit sind.
Nach Art. 10 Abs. 1  MWSTG betreibt man ein Unternehmen, wenn man eine berufliche oder gewerbliche Tätigkeit selbstständig ausübt und damit nachhaltig Einnahmen erzielen möchte und unter eigenem Namen nach aussen auftritt. Es ist nicht notwendig, auch Gewinn erzielen zu wollen.
Man ist von der Steuerpflicht befreit, wenn man die Umsatzgrenze von 100'000 Franken nicht überschreitet; allerdings kann man sich als Unternehmer auch freiwillig der Mehrwertsteuer unterstellen. Auf Antrag können auch mehrere Unternehmen gemeinsam als ein Steuerpflichtiger behandelt werden («Gruppenbesteuerung»). Für ausländische Unternehmer und gemeinnützige Organisationen sowie für Sport- und Kulturvereine gelten besondere Regeln.

### Abgrenzung von Inland und Ausland
Der im Gesetzestext verwendete Ausdruck Inland entspricht nicht den Staatsgrenzen der Schweizerischen Eidgenossenschaft. In Art. 18 MWSTG wird das Inland definiert. Als Inland gelten:
- das Gebiet der Schweiz;
- ausländische Gebiete gemäss staatsvertraglichen Vereinbarungen. Dazu gehören das Fürstentum Liechtenstein und die deutsche Enklave Büsingen am Hochrhein.
- Eine Ausnahme bilden die Talschaften Samnaun und Sampuoir, die vom schweizerischen Zollgebiet ausgeschlossen sind. Jedoch hat das Bundesgesetz über die Mehrwertsteuer festgehalten, dass dieses Gesetz in den beiden Talschaften für Dienstleistungen trotzdem anwendbar ist. Die beiden Talschaften müssen dem Bund die aufgrund dieser Bestimmung entstehenden Steuerausfälle kompensieren. Einsparungen, die sich auf Grund des geringeren Erhebungsaufwands ergeben, werden angemessen berücksichtigt.

Als Ausland bezeichnet das Gesetz alle Gebiete, die sich nicht innerhalb der politischen Landesgrenzen der Schweizerischen Eidgenossenschaft befinden oder für die eine der ausdrücklich im Gesetz erwähnten Ausnahmeklauseln (Zollfreilager, Zollfreihäfen, staatsvertragliche Vereinbarung) zutrifft.

### Qualifikation der Umsätze

#### Lieferungen
Gemäss Art. 3 MWSTG liegt eine Lieferung vor, wenn ein Gegenstand veräussert wird. Aber auch die Vermietung von Gegenständen (zum Beispiel ein Fahrzeug) stellt eine Lieferung dar, selbst wenn der Gegenstand bei Mietende zurückgegeben wird. Weiter wird den Lieferungen die Bearbeitung an Bauwerken und die Bearbeitung von Gegenständen gleichgestellt (Herstellung). Zu beachten ist, dass die Bearbeitung nicht zwingend ein Hinzufügen bzw. Addieren von Komponenten verlangt. Auch das Waschen von Kleidern stellt beispielsweise eine Lieferung dar. Als Gegenstände gelten nebst beweglichen und unbeweglichen Sachen auch Kälte, Wärme, Elektrizität, Gas und Ähnliches. Der Lieferbegriff wird im MWSTG somit wesentlich weiter gefasst wird als etwa in der EU. Diese Betrachtungsweise ist u. a. historisch bedingt und entspricht der Praxis der früheren WUST (Warenumsatzsteuer).
Beispiele:
Verkauf von Esswaren, z. B. beim Bäcker, Reinigung des Autos in der Autowaschanlage, Wechseln einer Dichtung an einer Wasserleitung, Verkauf von Software auf einer Diskette, Eggen oder Pflügen des Bodens, Bügeln von Hemden, Leistungen des Hundecoiffeurs.

#### Dienstleistungen
Eine Dienstleistung liegt gemäss Art. 3 MWSTG bei sämtlichen Leistungen vor, welche keine Lieferungen darstellen. Explizit erwähnt werden zudem Umsätze mit immateriellen Werten sowie die Entschädigungen für Handlungen bzw. deren Verzicht oder Duldung von Zuständen. Somit kann festgehalten werden, dass alles was nicht mit einer Lieferung erfasst werden kann, unter den Tatbestand der Dienstleistung fällt.
Beispiele:
Konsum von Kaffee und Gipfeli in einem Café, Radio-/Fernsehempfangsabonnement, Installation einer Software über Datenfernleitung, Analysearbeiten, Zurverfügungstellen von Personal, Überlassung eines Patents zur weiteren Vermarktung, Planungsleistungen des Architekten für einen Neubau, Inserat in einer Illustrierten, Vermittlung eines Geschäfts zwischen zwei Parteien, Entsorgungsleistung.

### Ort des steuerbaren Umsatzes
Ob eine Leistung steuerbar ist, ist abhängig vom Ort der Leistungserbringung. Nur Leistungen im Inland unterliegen der Mehrwertsteuer. Um die Steuerpflicht einer Leistung zu bestimmen, ist daher zu untersuchen, um was für eine Leistungsart es sich handelt.

#### Ort der Lieferung
Art. 7 MWSTG bestimmt den Ort einer Lieferung. Als Ort einer Lieferung gilt der Ort, an dem:
- sich der Gegenstand zum Zeitpunkt der Verschaffung der Befähigung, über ihn wirtschaftlich zu verfügen, der Ablieferung oder der Überlassung zum Gebrauch oder zur Nutzung befindet;
- die Beförderung oder Versendung des Gegenstandes zum Abnehmer oder in dessen Auftrag zu einem Dritten beginnt.

Dies bedeutet, dass die Vermietung eines Autos dort steuerbar ist, wo die Übergabe des Fahrzeuges erfolgt. Ebenso sind Leistungen an Bauwerken dort steuerbar, wo sich das Bauwerk befindet. Erbaut also eine schweizerische Bauunternehmung für einen Schweizer Kunden ein Haus in Vorarlberg, unterliegt dieser Umsatz nicht der schweizerischen Mehrwertsteuer.

#### Ort der Dienstleistung
Art. 8 Abs. 1 MWSTG bestimmt den Ort einer Dienstleistung. Sofern das Gesetz keine Ausnahme vorsieht, gilt der Wohnort bzw. Geschäftssitz des Empfängers als Leistungsort.
Art. 8 Abs. 2 MWSTG bestimmt für folgende Dienstleistungen einen anderen Leistungsort:
- bei Dienstleistungen, die gegenüber physisch anwesenden natürlichen Personen erbracht werden: der Ort, an dem die dienstleistende Person den Sitz der wirtschaftlichen Tätigkeit hat;
- bei Dienstleistungen von Reisebüros und Organisatoren von Veranstaltungen: der Ort, an dem die dienstleistende Person den Sitz der wirtschaftlichen Tätigkeit hat;
- bei Dienstleistungen auf dem Gebiet der Kultur, der Künste, des Sportes, der Wissenschaft, des Unterrichts, der Unterhaltung oder ähnlichen Leistungen: der Ort, an dem diese Tätigkeiten tatsächlich ausgeübt werden;
- bei gastgewerblichen Leistungen: der Ort, an dem die Dienstleistung tatsächlich erbracht wird;
- bei Personenbeförderungsleistungen: der Ort, an dem die Beförderung gemessen an der zurückgelegten Strecke tatsächlich stattfindet;
- bei Dienstleistungen im Zusammenhang mit einem Grundstück (Verwaltung oder Schätzung des Grundstückes, Dienstleistungen im Zusammenhang mit dem Erwerb oder der Bestellung von dinglichen Rechten am Grundstück sowie Dienstleistungen im Zusammenhang mit der Vorbereitung oder Koordinierung von Bauleistungen wie Architektur- und Ingenieurarbeiten): der Ort, an dem das Grundstück gelegen ist;
- bei Dienstleistungen im Bereich der internationalen Entwicklungszusammenarbeit und der humanitären Hilfe: der Ort, für den die Dienstleistung bestimmt ist.

Erbringt also ein Marketingunternehmen Werbeleistungen für einen deutschen Kunden in der Schweiz, gilt als Leistungsort das Ausland, womit die Werbeleistung ohne schweizerische Mehrwertsteuer fakturiert wird.

## Die Bezugsteuer
Bezieht ein Schweizer Kunde eine Dienstleistung aus dem Ausland (zum Beispiel Softwarebezug ab einem deutschen Server) oder eine nicht der Einfuhrsteuer unterliegende Lieferung (zum Beispiel ausländisches Personal für Arbeiten an eigenen Maschinen), erfolgt kein physischer Grenzübertritt dieser Leistung. Um inländische Leistungserbringer nicht zu benachteiligen, muss sichergestellt werden, dass auch die ausländische Leistung mit einer Steuer erfasst wird. Dies geschieht in der Weise, dass der inländische Bezieher einer Leistung den Bezug mit der ESTV abrechnet (Reverse-Charge-Verfahren). Daher müssen Steuerpflichtige sämtliche Bezüge betroffener Leistungen aus dem Ausland mit der ESTV abrechnen (Bezugsteuer), können aber den Vorsteuerabzug geltend machen. Nicht Steuerpflichtige (zum Beispiel Privatpersonen) müssen sich bei der ESTV melden, wenn ihr Bezug von solchen Dienstleistungen CHF 10'000 pro Jahr übersteigt. Die Steuerverwaltung wird ihnen dann eine entsprechende Rechnung (Verfügung) zustellen. Dieses Verfahren führt für diese Personen allerdings nur zu einer beschränkten Steuerpflicht (ohne Vorsteuerabzugsrecht).

## Die Einfuhrsteuer
Wareneinfuhren in die Schweiz werden durch den Zoll auch mehrwertsteuerlich erfasst. Besteuerungsgrundlage ist normalerweise das Entgelt für den Gegenstand, ansonsten der Marktwert (Art. 54 Abs. 1 MWSTG).
Abgabenpflichtig sind generell auch alle Postsendungen, die nicht vom schweizerischen Zollgebiet versendet wurden. Aus verwaltungsökonomischen Gründen werden Steuerbeträge bis 5 Schweizerfranken nicht erhoben. Dieser Steuerbetrag entspricht einer Bemessungsgrundlage von 62 Schweizerfranken beim MWST-Satz von 8,1 % oder 192 Schweizerfranken beim MWST-Satz von 2,6 %.

## Steuersätze
Die Sätze der Mehrwertsteuer sind in Artikel 130 BV festgeschrieben. Dort wird der Eidgenossenschaft das Recht ausbedungen, dass sie auf Lieferungen von Gegenständen und auf Dienstleistungen einschliesslich Eigenverbrauch sowie auf Einfuhren eine Mehrwertsteuer mit einem Normalsatz von höchstens 6,5 Prozent und einem reduzierten Satz von mindestens 2,0 Prozent erheben darf.
Gestützt auf Art. 196 Ziffer 3 Satz 2 Buchstabe e der Bundesverfassung ist es dem Bund erlaubt, weitere 0,1 Prozentpunkte für die Finanzierung der Eisenbahngrossprojekte zu erheben. Der Bund wurde zudem für die Finanzierung der Entwicklung des Altersaufbaus für die AHV/IV in der Form eines Bundesgesetzes ermächtigt, den Normalsatz um höchstens einen Prozentpunkt und den reduzierten Satz um 0,3 Prozentpunkte zu erhöhen.
Aufgrund der definierten Grundzüge zur Ausgestaltung des Bundesgesetzes über die Mehrwertsteuer in der Bundesverfassung setzte sich der Normalsatz (7,7 %) wie folgt zusammen:
- 7,6 % zur Erhebung eines Normalsatzes für Lieferungen von Gegenständen und Dienstleistungen
- 0,1 % zur Finanzierung der Eisenbahngrossprojekte (NEAT)

Bis Ende 2017 galt eine Zusatzfinanzierung der IV durch die MWST um 0,4 MWST-Prozentpunkte und ab 1. Januar 2018 erhöhten sich die MWST-Sätze um 0,1 Prozentpunkte aufgrund der Finanzierung des Ausbaus der Bahninfrastruktur FABI.
Seither galt der normale Satz von 7,7 %, der reduzierte Satz von 2,5 % und der Sondersatz von 3,7 %.
Der reduzierte Satz (2,5 %), welcher auf Lieferungen und den Eigenverbrauch einiger alltäglicher oder landwirtschaftlicher Güter erhoben wird (abschliessend geregelt im Art. 25 Abs. 2 MWSTG), setzt sich wie folgt zusammen:
- 2,4 % zur Erhebung eines Normalsatzes für Lieferungen von Gegenständen und Dienstleistungen
- 0,1 % zur Finanzierung der Eisenbahngrossprojekte (NEAT)

Folgende Güter und Dienstleistungen werden mit dem reduzierten Satz besteuert (Auswahl):
- Lebensmittel und Leitungswasser
- Medikamente
- Futtermittel und Streumittel für Tiere sowie Samen, Setzknollen und ähnliches
- Dünger, Pflanzenschutzmittel
- Druckerzeugnisse

Für Beherbergungsleistungen der Schweizer Hotellerie kann vom Bund ein reduzierter Satz erhoben werden. Dieser beträgt 3,7 Prozent. Das Gesetz definiert eine Beherbergungsleistung als Gewährung von Unterkunft einschliesslich der Abgabe eines Frühstücks, selbst wenn dieses separat berechnet wird.

### Entwicklung der Mehrwertsteuersätze
| Datum      | Mutation                                                        | Normalsatz     | reduzierter Satz | Sondersatz für Beherbergungsdienstleistungen |
| ---------- | --------------------------------------------------------------- | -------------- | ---------------- | -------------------------------------------- |
| 01.01.1995 | Einführung der Mehrwertsteuer                                   | 6,5 % (+6,5 %) | 2,0 % (+2,0 %)   | –                                            |
| 01.10.1996 | Einführung des Sondersatzes für Beherbergungsdienstleistungen   | 6,5 % (+0,0 %) | 2,0 % (+0,0 %)   | 3,0 % (+3,0 %)                               |
| 01.01.1999 | Erhöhung zugunsten der AHV und IV                               | 7,5 % (+1,0 %) | 2,3 % (+0,3 %)   | 3,5 % (+0,5 %)                               |
| 01.01.2001 | Erhöhung zur Finanzierung der Eisenbahngrossprojekte (FinöV)    | 7,6 % (+0,1 %) | 2,4 % (+0,1 %)   | 3,6 % (+0,1 %)                               |
| 01.01.2011 | Erhöhung zur Sanierung der IV (befristet bis 31. Dezember 2017) | 8,0 % (+0,4 %) | 2,5 % (+0,1 %)   | 3,8 % (+0,2 %)                               |
| 01.01.2018 | Erhöhung für FABI, Senkung durch Auslaufen der Erhöhung 2011    | 7,7 % (−0,3 %) | 2,5 % (±0,0 %)   | 3,7 % (−0,1 %)                               |
| 01.01.2024 | Erhöhung zugunsten der AHV                                      | 8,1 % (+0,4 %) | 2,6 % (+0,1 %)   | 3,8 % (+0,1 %)                               |
| 01.01.2030 | Auslaufende FABI-Zusatzfinanzierung                             | 8,0 % (−0,1 %) | 2,5 % (−0,1 %)   | 3,7 % (−0,1 %)                               |

## Steuerpflicht

### Registrierungspflicht
Unternehmen, die für die Inlandsteuer steuerpflichtig werden, müssen sich unaufgefordert innert 30 Tagen bei der Eidgenössischen Steuerverwaltung in Bern anmelden (Art. 66 Abs. 1 MWSTG). Sie erhalten, sofern noch nicht vorhanden, eine eigene Unternehmens-Identifikationsnummer (UID) und werden als Steuerpflichtige registriert. Die UID ersetzt die bisherige MWST-Nummer, die bis Ende 2013 weiterverwendet werden konnte.

### Subjektive Ausnahmen
Gemäss Art. 21 MWSTG ist die Tätigkeit von Verwaltungsräten etc. als unselbständige Erwerbstätigkeit zu betrachten und fällt somit nicht unter die MWST-Pflicht. In Art. 25 MWSTG sind weitere subjektive Ausnahmen von der Steuerpflicht aufgezählt. Es handelt sich hierbei um Land- und Forstwirte sowie Gärtner für den Verkauf von eigenen Urprodukten (ohne Zukauf von Drittprodukten), Viehhändler und Milchsammelstellen.

### Steuerfreie Umsätze
Die Lieferungen (und teilweise damit direkt zusammenhängende Dienstleistungen) ins Ausland unterliegen nicht der Steuerpflicht, berechtigen aber zum Vorsteuerabzug. Es handelt sich daher um echt steuerbefreite Tatbestände. Die steuerfreien Umsätze sind in Art. 23 MWSTG abschliessend aufgezählt. Von der Steuer sind befreit:
- die Lieferungen von Gegenständen, die direkt ins Ausland befördert oder versendet werden (gilt nicht auf die Überlassung zum Gebrauch oder zur Nutzung von Beförderungsmitteln);
- die Überlassung zum Gebrauch oder zur Nutzung, namentlich die Vermietung und Vercharterung, von Schienen- und Luftfahrzeugen, sofern diese vom Lieferungsempfänger überwiegend im Ausland genutzt werden;
- die Inlandlieferungen von Gegenständen ausländischer Herkunft, die nachweislich unter Zollkontrolle standen;
- das sonstige, nicht im Zusammenhang mit einer Ausfuhrlieferung stehende Befördern oder Versenden von Gegenständen ins Ausland, namentlich das Verbringen von Werkzeugen ins Ausland;
- das im Zusammenhang mit einem Export oder Import von Gegenständen stehende Befördern oder Versenden von Gegenständen über die Grenze und alle damit zusammenhängenden sonstigen Leistungen;
- das Befördern von Gegenständen im Inland und alle damit zusammenhängenden sonstigen Leistungen, wenn die Gegenstände unter Zollkontrolle stehen und zur Ausfuhr bestimmt sind (unverzollte Transitwaren);
- Lieferungen, Umbauten, Instandsetzungen, Wartungen, Vercharterungen und Vermietungen von Luftfahrzeugen, die von Unternehmen verwendet werden, die gewerbsmässige Luftfahrt im Beförderungs- oder Charterverkehr betreiben und deren Umsätze aus internationalen Flügen jene aus dem Binnenluftverkehr überwiegen; Lieferungen, Vermietungen, Instandsetzungen und Wartungen der in diese Luftfahrzeuge eingebauten Gegenstände oder der Gegenstände für ihren Betrieb; Lieferungen von Gegenständen zur Versorgung dieser Luftfahrzeuge sowie Dienstleistungen, die für den unmittelbaren Bedarf dieser Luftfahrzeuge und ihrer Ladungen bestimmt sind;
- die Dienstleistungen von ausdrücklich in fremdem Namen und für fremde Rechnung handelnden Vermittlern, wenn der vermittelte Umsatz entweder nach diesem Artikel steuerfrei ist oder ausschliesslich im Ausland bewirkt wird; bei einem Umsatz sowohl im Inland als auch im Ausland anteilige Befreiung auf den Umsatz im Ausland;
- in eigenem Namen erbrachte Dienstleistungen von Reisebüros, soweit sie Lieferungen und Dienstleistungen Dritter in Anspruch nehmen, die von diesen im Ausland bewirkt werden; bei einem Umsatz sowohl im Inland als auch im Ausland anteilige Befreiung auf den Umsatz im Ausland.

Weitere Bestimmungen im Art. 19:
Der Bundesrat kann zur Wahrung der Wettbewerbsneutralität Beförderungen im grenzüberschreitenden Luft- und Eisenbahnverkehr von der Steuer befreien. Davon hat dieser in der Verordnung Gebrauch gemacht, indem im internationalen Flugverkehr die gesamte Strecke im Ausland liegt, wenn der Abflug- oder der Ankunftsflughafen im Ausland liegt. Direkte Ausfuhr nach Absatz 2 Ziffer 1 liegt vor, wenn der Gegenstand der Lieferung entweder von der steuerpflichtigen Person selbst oder von ihrem nicht steuerpflichtigen Abnehmer ins Ausland befördert oder versandt wird, ohne dass dieser den Gegenstand vorher im Inland in Gebrauch genommen oder im Inland im Rahmen eines Lieferungsgeschäfts einem Dritten übergeben hat. Der Gegenstand der Lieferung kann vor der Ausfuhr durch Beauftragte des nicht steuerpflichtigen Abnehmers bearbeitet oder verarbeitet worden sein.

## Methodik der Steuerberechnung und Veranlagung

### Vorsteuern

#### Materielle Voraussetzungen
Wer steuerbare oder steuerfreie Umsätze tätigt, ist berechtigt auf diesen Aufwendungen die angefallenen Vorsteuern von der ESTV zurückzufordern (Art. 38 MWSTG).
- Verwendet die steuerpflichtige Person Gegenstände oder Dienstleistungen für einen in Absatz *genannten geschäftlich begründeten Zweck, so kann sie in ihrer Steuerabrechnung folgende Vorsteuern abziehen, die nachgewiesen werden müssen: *
  - die ihr von anderen steuerpflichtigen Personen mit den Angaben nach Art. 37 in Rechnung gestellte Steuer für Lieferungen und Dienstleistungen;
  - die von ihr für den Bezug von Dienstleistungen von Unternehmen mit Sitz im Ausland deklarierte Steuer;
  - die von ihr auf der Einfuhr von Gegenständen der Eidgenössischen Zollverwaltung entrichtete oder zu entrichtende Steuer sowie die von ihr für die Einfuhr von Gegenständen deklarierte Steuer (Art. 83).
- Zum Vorsteuerabzug berechtigen folgende Zwecke:
  - steuerbare Lieferungen;
  - steuerbare Dienstleistungen;
  - Umsätze, für deren Versteuerung optiert wurde;
  - unentgeltliche Zuwendung von Geschenken bis 300 Franken pro Empfänger und Jahr und von Warenmustern zu Zwecken des Unternehmens (Art. 9 Abs. 1 Bst. c) sowie Arbeiten an Gegenständen, die im Eigenverbrauch nach  Art. 9 Absatz 2 verwendet werden.
- Die steuerpflichtige Person kann die in Absatz 1 aufgezählten Vorsteuern auch abziehen, wenn sie die Gegenstände oder Dienstleistungen für Tätigkeiten nach  Art. 19 Absatz 2 oder für Tätigkeiten verwendet, die steuerbar wären, wenn sie sie im Inland bewirken würde.
- Nicht zum Vorsteuerabzug berechtigen namentlich von der Steuer ausgenommene Umsätze, nicht als Umsätze geltende oder private Tätigkeiten sowie Umsätze in Ausübung hoheitlicher Gewalt.
- Vom Vorsteuerabzugsrecht ausgeschlossen sind ferner 50 Prozent der Steuerbeträge auf Ausgaben für Verpflegung und Getränke.
- Hat die steuerpflichtige Person bei nicht steuerpflichtigen Landwirten, Forstwirten, Gärtnern, Viehhändlern und Milchsammelstellen Erzeugnisse der Landwirtschaft, Forstwirtschaft, Gärtnerei, Vieh oder Milch für Zwecke bezogen, die nach Absatz 2 zum Vorsteuerabzug berechtigen, so kann sie als Vorsteuer 2,4 Prozent des ihr in Rechnung gestellten Betrages abziehen. Art. 37 Absatz 1 Buchstaben a–e und Absatz 3 sind anwendbar.

- Der Anspruch auf Abzug entsteht:
  - bei der von andern steuerpflichtigen Personen überwälzten Steuer: am Ende der Abrechnungsperiode, in welcher die steuerpflichtige Person die Rechnung erhalten hat (Abrechnung nach vereinbarten Entgelten), oder in welcher sie die Rechnung bezahlt hat (Abrechnung nach vereinnahmten Entgelten);
  - bei der Steuer auf dem Bezug von Dienstleistungen von Unternehmen mit Sitz im Ausland: im Zeitpunkt, in welchem die steuerpflichtige Person über diese Steuer mit der Eidgenössischen Steuerverwaltung abrechnet;
  - bei der Steuer auf der Einfuhr nach Absatz 1 Buchstabe c: am Ende der Abrechnungsperiode, in der die Zolldeklaration angenommen wurde und die steuerpflichtige Person über das Original der Einfuhrdokumente verfügt.

- Soweit eine steuerpflichtige Person Spenden erhält, die nicht einzelnen Umsätzen des Empfängers als Gegenleistung zugeordnet werden können, ist ihr Vorsteuerabzug verhältnismässig zu kürzen. Ebenso ist ihr Vorsteuerabzug verhältnismässig zu kürzen, wenn sie Subventionen oder andere Beiträge der öffentlichen Hand erhält. Erstattungen, Beiträge und Beihilfen bei Lieferungen ins Ausland, deren Umsätze nach Art. 19 Absatz 2 Ziffer 1 von der Steuer befreit sind, gelten nicht als Subventionen oder Beiträge der öffentlichen Hand.

#### Formelle Voraussetzungen
Nebst dieser materiellen Voraussetzung sind auch die formalen Bestimmungen gemäss Art. 37 MWSTG zu erfüllen. So dürfen Vorsteuern nur zurückgefordert werden, wenn die Belege folgende Angaben enthalten:
- den Namen und die Adresse, unter denen sie im Register der steuerpflichtigen Personen eingetragen ist oder die sie im Geschäftsverkehr zulässigerweise verwendet, sowie die Nummer, unter der sie im Register der steuerpflichtigen Personen eingetragen ist;
- den Namen und die Adresse des Empfängers der Lieferung oder der Dienstleistung, wie er im Geschäftsverkehr zulässigerweise auftritt;
- Datum oder Zeitraum der Lieferung oder der Dienstleistung;
- Art, Gegenstand und Umfang der Lieferung oder der Dienstleistung;
- das Entgelt für die Lieferung oder die Dienstleistung;
- den Steuersatz und den vom Entgelt geschuldeten Steuerbetrag.

Schliesst das Entgelt die Steuer ein, so genügt die Angabe des Steuersatzes.
Während die ESTV die vorgenannten Erfordernisse anfänglich sehr formalistisch überprüfte, hat sich zwischenzeitlich eine Entschärfung der Situation ergeben. Insbesondere bei der Adresse des Empfängers werden inzwischen alle gängigen und üblichen (sofern zutreffenden) Firmenbezeichnungen akzeptiert (Art. 15a MWSTGV). Trotzdem ist der Leistungsempfänger gut beraten, auf formell korrekte Belege zu bestehen, um unliebsame Aufrechnungen zu vermeiden. Stellt sich ein Beleg im Nachhinein als nicht mehrwertsteuerkonform heraus, lässt sich dies teilweise mit dem Formular 1550 – zu beziehen auf dem Internet unter www.estv.admin.ch – korrigieren.

#### Eigenverbrauch
Werden solche Gegenstände, die man ursprünglich für steuerpflichtige oder steuerfreie Umsätze bezogen hat, nun für andere Zwecke verwendet oder entnommen, muss gemäss Art. 31 MWSTG die Vorsteuer wieder korrigiert werden. Dies erfolgt mittels Deklaration eines Eigenverbrauchs.
Ein klassisches Beispiel für den Eigenverbrauch stellt die private Nutzung von Geschäftsfahrzeugen dar. Hier wird gemäss Praxis der ESTV 9,6 % (12 × 0,8 % pro Monat) des Kaufpreises eines Fahrzeuges als Eigenverbrauch abgerechnet. Bei einem Fahrzeug mit einem Kaufpreis von CHF 50'000 (ohne MWST) beträgt der Eigenverbrauch CHF 4'800 pro Jahr. Die Steuer (8,00 %) beläuft sich auf CHF 384.--.
Auch die unentgeltliche Abgabe von Gegenständen löst die Eigenverbrauchssteuer aus. Ausgenommen sind einerseits Geschenke bis CHF 500 pro Jahr und Empfänger sowie andererseits Warenmuster.

### Abrechnungsarten
Die Mehrwertsteuer wird an der Grenze durch die Eidgenössische Zollverwaltung und im Inland durch die Eidgenössische Steuerverwaltung erhoben.

## Erträge
| Jahr                     | Ertrag Mio. CHF                   |
| ------------------------ | --------------------------------- |
| 1995 1996 1997 1998 1999 | 8'857 11'958 12'477 13'255 15'060 |

| Jahr                     | Ertrag Mio. CHF                    |
| ------------------------ | ---------------------------------- |
| 2000 2001 2002 2003 2004 | 16'594 17'033 16'857 17'156 17'666 |

| Jahr                     | Ertrag Mio. CHF                    |
| ------------------------ | ---------------------------------- |
| 2005 2006 2007 2008 2009 | 18'119 19'018 19'684 20'512 19'889 |

| Jahr                     | Ertrag Mio. CHF                    |
| ------------------------ | ---------------------------------- |
| 2010 2011 2012 2013 2014 | 20'716 21'687 22'095 22'561 22'614 |

| Jahr                     | Ertrag Mio. CHF                    |
| ------------------------ | ---------------------------------- |
| 2015 2016 2017 2018 2019 | 22'454 22'457 22'901 22'643 22'507 |

| Jahr                     | Ertrag Mio. CHF            |
| ------------------------ | -------------------------- |
| 2020 2021 2022 2023 2024 | 22'104 23'552 24'588 ----- |

2022 war die Mehrwertsteuer die zweitwichtigste Einnahmenquelle des Bundes, sie machte 32 Prozent der Einnahmen aus; den grössten Anteil mit 34 Prozent hatte die direkte Bundessteuer. Bis 2018 war die Mehrwertsteuer die wichtigste Einnahmenquelle des Bundes, ab 2019 waren die Erträge der direkten Bundessteuer höher.

## Historisches
Am 1. Januar 1995 wurde in der Schweiz die Warenumsatzsteuer durch die Mehrwertsteuer abgelöst. Der reduzierte Ansatz betrug damals 2 % und der Sondersteuersatz 3 %. Der Normalansatz betrug 6,2 %, welcher per Bundesbeschluss auf 6,5 % zur Gesundung der Bundesfinanzen erhöht wurde.
Aufgrund des Bundesbeschlusses vom 20. März 1998 über die Anhebung der Mehrwertsteuersätze für die AHV/IV sowie der Verordnung vom 23. Dezember 1999 über die Anhebung der Mehrwertsteuersätze zur Finanzierung der Eisenbahngrossprojekte wurden die Steuersätze erhöht, um die Finanzierung der NEAT und der zukünftig anfallenden Kosten für die AHV/IV zu sichern.
Der Bundesrat kann aufgrund von Art. 130 der Bundesverfassung die Ansätze bei Bedarf um maximal 1 % auf 7,5 % erhöhen. Von diesem Recht hat er mit Wirkung auf den 1. Januar 2001 Gebrauch gemacht. Hinzu kommen 0,1 % für die Finanzierung von Eisenbahngrossprojekten, macht einen Mehrwertsteuersatz von 7,6 %.
Das Bundesgesetz vom 2. September 1999 über die Mehrwertsteuer (Mehrwertsteuergesetz, MWSTG) trat am 1. Dezember 2001 nach Ablauf der Referendumsfrist in Kraft und löste die bisherige bundesrätliche Verordnung ab.
Am 28. November 2004 stimmten die Schweizer Stimmberechtigten mit 73,8 % Ja-Stimmen dem Bundesbeschluss über eine neue Finanzordnung zu, welche auch eine Änderung der Bundesverfassung (BV) beinhaltete. Zum einen wurden diverse Detailregelungen zur Mehrwertsteuer aus der Bundesverfassung herausgenommen, zum anderen gestattete die alte Fassung des Artikels 196 die Erhebung einer Bundessteuer nur bis zum Jahre 2006. Ergebnis der angenommenen Neuordnung waren somit eine «Entrümpelung» der BV und eine weiterhin befristete Befugniserteilung der Mehrwertsteuer- und direkten Bundessteuererhebung nunmehr bis 2020.
Der Bund hat erstmals 1916 direkte Steuern erhoben, und dies nur während zwei Jahren – wegen des Ersten Weltkriegs. Aber mit der Zeit wurden diese aussergewöhnlichen Steuern immer häufiger. Im Jahr 1958 wurden sie in der Bundesverfassung verankert, jedoch zeitlich begrenzt. Bei der Abstimmung vom 4. März 2018 ging es um die neunte Verlängerung, die von Volk und Ständen angenommen wurde.

## Aktuelle Entwicklungen

### Politik
In der Schweiz wurden seit Einführung der MWST 1995 26 verschiedene Ausnahmen eingeführt. Schon Bundesrat Kaspar Villiger hat die immer wachsende Anzahl von Ausnahmen beklagt.
Sein Nachfolger, der Finanzminister der Schweiz Bundesrat Hans-Rudolf Merz, ging weiter und lancierte 2003 die Idee einer vereinfachten Mehrwertsteuer. Im Sinne einer «Flat Tax» hatte er vorgeschlagen, dass es in Zukunft in der Schweiz keine Ausnahmen mehr geben sollte und den heutigen Mehrwertsteuersatz von 2,5 % auf Gütern des täglichen Bedarfs, 3,7 % auf Beherbergungsleistungen und die 7,7 % auf allen übrigen Leistungen auf einen einheitlichen Satz im Bereich von 5 bis 6 % festzusetzen. Das eidgenössische Finanzdepartement formuliert die Eigenschaften einer «idealen Mehrwertsteuer» folgendermassen:
- Sie ist weiterhin als Netto-Allphasensteuer mit Vorsteuerabzug konzipiert.
- Sie belastet nur den Endkonsum und wird nach dem Bestimmungslandprinzip erhoben.
- Sie kennt keine Ausnahmen.
- Sie wird mit einem Einheitssatz erhoben.

Liberale Befürworter einer vereinheitlichten Mehrwertsteuer argumentieren, dass die Unternehmen damit von aufwändigen und mühsamen Abgrenzungs- und Abrechnungsproblemen befreit seien. Gleichzeitig werde das Steuersystem vereinfacht. In der politischen Diskussion scheint dieser Vorschlag aber wenig Chancen auf eine Realisierung zu haben. Der Einheitssatz von 5 bis 6 % würde unter anderem zu einer Verteuerung der Grundnahrungsmittel (aktuell mit 2,5 % besteuert) führen, was vor allem die ärmeren Bevölkerungsschichten treffen würde.
Mitte Februar 2006 hat der Bundesrat beschlossen, dass das Mehrwertsteuergesetz einer Totalrevision unterzogen werden soll. Als Zwischenlösung wurde per 1. Juli 2006 Art. 45a MWSTGV eingeführt. Damit soll erreicht werden, dass die Verwaltung nicht mehr bloss aus formalen Gründen den Mehrwertsteuerpflichtigen mit unsachlichen Nachforderungen konfrontiert. Wie dieser «Pragmatismusartikel» allerdings umgesetzt werden soll, war noch gänzlich unbekannt.
Mitte Februar 2007 hat der Bundesrat die Einzelheiten veröffentlicht und in die Vernehmlassung geschickt:
- Als erstes «Modul» wird die Totalrevision des MWST-Gesetzes bezeichnet (heute mit über 50 Massnahmen), die den Steueralltag erleichtern sowie Transparenz und Rechtssicherheit schaffen sollen, darunter auch die Ausweitung der Saldosteuersatzmethode, die eine vereinfachte Abrechnung ermöglicht.
- Als zweites «Modul» wird der Einheitssatz von 6 Prozent zur Diskussion gestellt, der die heutigen Sätze ablösen soll (7,6 Prozent, von 2,4 Prozent für Güter des täglichen Bedarfs und den Sondersatz von 3,6 Prozent für Beherbergungsleistungen).
Alternativ dazu wurde ein drittes «Modul» mit zwei Sätzen vorgestellt – der Normalsatz von unverändert 7,6 Prozent und ein reduzierter von 3,4 Prozent für wie bisher begünstigten Gütern des Grundbedarfs, neu auch für das Gesundheitswesen und andere heute ausgenommene Leistungen.
Neu der MWST unterstellt wäre insbesondere das Gesundheits- und Sozialwesen mit etwa 23'000 Unternehmen.
Eine Variante dieses «Moduls» sieht vor, das Gesundheitswesen und Teile des Sozialbereichs weiterhin von der Besteuerung auszunehmen.
Nach wie vor ausgeschlossen blieben namentlich die Dienstleistungen von Banken und Versicherungen.

Ende Juni 2008 hat der Bundesrat einen Einheitssatz von 6,1 Prozent vorgeschlagen.
Am 17. Dezember 2021 haben Bundesrat und Ständerat im Rahmen der Reform der Alters- und Hinterlassenenversicherung (AHV) «Stabilisierung der AHV (AHV 21)» der zeitlich unbegrenzten proportionalen Erhöhung der Mehrwertsteuer um 0,4 Prozentpunkte zugunsten der AHV zugestimmt. Da jede Änderung der Bundesverfassung dem obligatorischen Referendum unterliegt, wurde diese ebenfalls Volk und Ständen zur Abstimmung unterbreitet, bei der sie am 25. September 2022 mit 55,07 % Ja-Stimmen und 18 : 5 Ständen bei einer Stimmbeteiligung von 52,16 % angenommen wurde. Die Erhöhung der Mehrwertsteuersätze wurde am 1. Januar 2024 umgesetzt.

#### Regelung für 2011 bis 2017
Am 27. September 2009 hat das Schweizervolk einer befristeten Erhöhung der Mehrwertsteuer von 2011 bis 2017 zur Zusatzfinanzierung der Invalidenversicherung zugestimmt. Der Normalsatz beträgt damit während dieser Zeit 8 %, der reduzierte Satz 2,5 % und der Sondersatz für Beherbergungsdienstleistungen 3,8 %.

#### Initiative zur Abschaffung der Mehrwertsteuer
Die Grünliberale Partei startete im Juni 2011 eine Volksinitiative zur Abschaffung der Mehrwertsteuer (Energie- statt Mehrwertsteuer). Gemäss Initiativtext soll diese durch eine Energiesteuer auf nicht erneuerbare Energieträger ersetzt werden. Die Steuer soll 'pro Kilowattstunde Primärenergie bemessen werden', wobei für die einzelnen Energieträger entsprechend ihrer ökologischen Gesamtbilanz unterschiedliche Steuersätze festgelegt werden können. Einige weitere Kann-Bestimmungen im Initiativtext lassen dem Gesetzgeber Ausgestaltungsmöglichkeiten offen: Von einer vollumfänglichen Besteuerung kann es Ausnahmen geben, ebenfalls zur Vermeidung von Wettbewerbsverzerrungen kann graue Energie demnach additiv besteuert werden. Für den Export ist eine Rückerstattung vorgesehen. Bezüglich der Höhe der Energiesteuer ist nach einem Start in Höhe der bisherigen Mehrwertsteuer eine feste Kopplung an das Bruttoinlandsprodukt vorgesehen, damit die Staatsquote nicht unberechenbar schwankt, die Steuer soll damit staatsquotenneutral sein. Bis zu etwa 20 Prozent der Erträge werden zugunsten der Alterssicherung und für die Prämienverbilligung der Krankenversicherung unterer Einkommen verwendet.
Damit soll neu nicht die Arbeit und der Mehrwert, sondern die Energie besteuert werden. Neben dem Hauptziel einer Energiewende hin zu erneuerbaren Energien könnten mit diesem Anliegen hohe Verwaltungskosten beim Bund (ca. CHF 200 Mio. jährlich) und hohe Administrationskosten bei den über 300'000 KMU (ca. CHF 1,3 Mia. jährlich) eingespart werden. Die Absicht der Initianden sei, die mit dem Atomausstieg nach Fukushima und der Notwendigkeit zu klimapolitischem Handeln begründete Energiesteuer fiskalquotenneutral auszugestalten, die Bürger also nicht zusätzlich zu belasten; Ziel sei ein 'kostenneutraler Atomausstieg'. Die Grünliberalen beabsichtigten, mit einem wirtschaftsfreundlichen Lenkungssystem 'Konsumentinnen und Konsumenten und Unternehmen zusätzlich noch von der Mehrwertsteuer [zu] befreien'.
Bundesrat und Ständerat befürworteten nach fristgerechter Einreichung im Jahr 2012 zwar grundsätzlich die klima- und energiepolitische Stossrichtung der Initiative: Zur Finanzierung der öffentlichen Haushalte wären jedoch sehr hohe Energieabgaben notwendig – bei über 20 Milliarden Franken geschätzt etwa 3 Franken pro Liter Benzin – sie würden das energie- und klimapolitisch begründbare Mass bei weitem übersteigen. Zudem würde das Steuersubstrat anders als bei der Mehrwertsteuer kleiner, weil die Energiesteuer eine lenkende Wirkung hätte, die Steuer müsse dann steigen. Die komplette Abschaffung der Mehrwertsteuer sei falsch. Die sehr hohe Energieabgabe hätte zudem negative Verteilungswirkungen zur Folge, da Haushalte mit niedrigerem Einkommen überproportional belastet würden. Im Ständerat wurde die Position der Initiative von Markus Stadler (GLP/UR) vertreten, doch nach Ablehnung eines Gegenvorschlags einer von Luc Recordon (Grüne/VD) angeführten Kommissionsminderheit mit Lenkungsabgabe und Rückerstattung des Ertrags an die Bevölkerung (29 zu 12 Stimmen), haben auch der Ständerat im Juni (34 : 3) und der Nationalrat der Schweiz (171 : 27) im September des Jahres 2014 beschlossen, dem Volk die Ablehnung der Volksinitiative zu empfehlen. Der Gegenvorschlag mit Energie-Lenkungsabgaben wurde im Nationalrat mit 110 zu 79 Stimmen zurückgewiesen. Der Bundesrat will das heutige Fördersystem für die Energiewende freilich ab 2021 ebenfalls durch ein «Klima- und Energie-Lenkungssystem» ersetzen, eine Vernehmlassungsvorlage ohne Abschaffung der Mehrwertsteuer werde es 2015 geben.

### Ökonomen
Eine Abschaffung der Mehrwertsteuer haben die Freiburger Ökonomen Reiner Eichenberger und Mark Schelker vorgeschlagen (publiziert u. a. in der Weltwoche 7/04.)
Sie nennen die folgenden fünf wichtigsten Vorteile:
1. Die Abschaffung der Mehrwertsteuer entlastet alle Steuerzahler, vor allem auch die Bezüger niedriger Einkommen.
2. Die Mehrwertsteuer stellt insbesondere für arbeitsintensive Dienstleistungsunternehmen praktisch eine Lohnsteuer dar. Mit ihrer Abschaffung würde die Nachfrage nach einfacheren Arbeiten stark anwachsen. Damit wäre sie ein wirksames Mittel gegen Arbeitslosigkeit und die fortschreitende Verarmung wenig qualifizierter Arbeitstätiger.
3. Der bisher für die Bundesverwaltung und in bestimmten Branchen der Wirtschaft grosse administrative Aufwand der Mehrwertsteuererhebung entfiele.